# John Collins (cestista)
John Martin Collins III (Layton, 23 settembre 1997) è un cestista statunitense, professionista in NBA con i Los Angeles Clippers.

## Carriera

### NBA
Al Draft NBA 2017 viene selezionato con la 19ª scelta assoluta dagli Atlanta Hawks.

## Statistiche

### NCAA
| Anno      | Squadra           | PG | PT | MP   | TC%  | 3P% | TL%  | RP  | AP  | PRP | SP  | PP   |
| --------- | ----------------- | -- | -- | ---- | ---- | --- | ---- | --- | --- | --- | --- | ---- |
| 2015-2016 | W.F. Dem. Deacons | 31 | 1  | 14,4 | 54,7 | -   | 69,1 | 3,9 | 0,2 | 0,3 | 0,7 | 7,3  |
| 2016-2017 | W.F. Dem. Deacons | 33 | 33 | 26,6 | 62,2 | 0,0 | 74,5 | 9,8 | 0,5 | 0,6 | 1,6 | 19,2 |
| Carriera  | Carriera          | 64 | 34 | 20,7 | 60,1 | 0,0 | 72,9 | 7,0 | 0,4 | 0,5 | 1,2 | 13,4 |

#### Massimi in carriera
- Massimo di punti: 31 vs Duke (18 febbraio 2017)[2]
- Massimo di rimbalzi: 16 (2 volte)
- Massimo di assist: 2 (3 volte)
- Massimo di palle rubate: 2 (3 volte)
- Massimo di stoppate: 5 vs Georgia Tech (4 febbraio 2017)
- Massimo di minuti giocati: 36 vs Kansas State (14 marzo 2017)

### NBA

#### Regular Season
| Anno      | Squadra       | PG  | PT  | MP   | TC%  | 3P%  | TL%  | RP   | AP  | PRP | SP  | PP   |
| --------- | ------------- | --- | --- | ---- | ---- | ---- | ---- | ---- | --- | --- | --- | ---- |
| 2017-2018 | Atlanta Hawks | 74  | 26  | 24,1 | 57,6 | 34,0 | 71,5 | 7,3  | 1,3 | 0,6 | 1,1 | 10,5 |
| 2018-2019 | Atlanta Hawks | 61  | 59  | 30,0 | 56,0 | 34,8 | 76,3 | 9,8  | 2,0 | 0,4 | 0,6 | 19,5 |
| 2019-2020 | Atlanta Hawks | 41  | 41  | 33,2 | 58,3 | 40,1 | 80,0 | 10,1 | 1,5 | 0,8 | 1,6 | 21,6 |
| 2020-2021 | Atlanta Hawks | 63  | 63  | 29,3 | 55,6 | 39,9 | 83,3 | 7,4  | 1,2 | 0,5 | 1,0 | 17,6 |
| 2021-2022 | Atlanta Hawks | 54  | 53  | 30,8 | 52,6 | 36,4 | 79,3 | 7,8  | 1,8 | 0,6 | 1,0 | 16,2 |
| 2022-2023 | Atlanta Hawks | 71  | 71  | 30,0 | 50,8 | 29,2 | 80,3 | 6,5  | 1,2 | 0,6 | 1,0 | 13,1 |
| 2023-2024 | Utah Jazz     | 68  | 66  | 28,0 | 53,2 | 37,1 | 79,5 | 8,5  | 1,1 | 0,6 | 0,9 | 15,1 |
| 2024-2025 | Utah Jazz     | 40  | 31  | 30,5 | 52,7 | 39,9 | 84,8 | 8,2  | 2,0 | 1,0 | 1,0 | 19,0 |
| Carriera  | Carriera      | 472 | 410 | 29,1 | 54,6 | 36,3 | 79,2 | 8,1  | 1,5 | 0,6 | 1,0 | 16,0 |

#### Play-off
| Anno     | Squadra       | PG | PT | MP   | TC%  | 3P%  | TL%  | RP  | AP  | PRP | SP  | PP   |
| -------- | ------------- | -- | -- | ---- | ---- | ---- | ---- | --- | --- | --- | --- | ---- |
| 2021     | Atlanta Hawks | 18 | 18 | 32,0 | 54,9 | 35,7 | 83,3 | 8,7 | 0,9 | 0,4 | 0,6 | 13,9 |
| 2022     | Atlanta Hawks | 5  | 4  | 24,3 | 48,7 | 36,4 | 50,0 | 4,6 | 1,2 | 0,4 | 0,2 | 9,4  |
| 2023     | Atlanta Hawks | 6  | 6  | 27,3 | 43,3 | 34,4 | 83,3 | 4,3 | 0,8 | 0,3 | 1,0 | 11,3 |
| Carriera | Carriera      | 29 | 28 | 29,7 | 51,6 | 35,4 | 76,9 | 7,1 | 0,9 | 0,4 | 0,6 | 12,6 |

#### Massimi in carriera
- Massimo di punti: 38 vs Golden State Warriors (26 marzo 2021)[3]
- Massimo di rimbalzi: 25 vs Indiana Pacers (10 aprile 2019)
- Massimo di assist: 6 (5 volte)
- Massimo di palle rubate: 4 (2 volte)
- Massimo di stoppate: 5 (2 volte)
- Massimo di minuti giocati: 50 vs New York Knicks (9 febbraio 2020)

## Palmarès
- NBA All-Rookie Second Team (2018)